# Masenghini (azienda)
Masenghini è stata un'azienda italiana bergamasca, tra le maggiori produttrici di carte da gioco e tarocchi a livello nazionale. 
Dal 2003 è stata assorbita dall'azienda trevigiana Dal Negro, con sede a Carbonera.

## Storia
La "Società Masenghini" fu fondata nel 1878 da Pietro Masenghini, continuando una tradizione già esistente a Bergamo dai primi dell'800 quando si fabbricavano, nelle botteghe della fiera, carte da gioco a carattere popolaresco e fantasioso.
Da subito, Masenghini si propose come figura innovatrice: introdusse la stampa diretta su cartoncino grazie all'utilizzo della macchina tipografica e apportò una modifica nella grafica delle carte bergamasche, le quali fino ad allora venivano raffigurate solo in piedi. Inoltre introdusse le figure speculari, cioè leggibili da entrambi i lati.
Alla morte del fondatore, nel 1918, l'azienda fu acquistata da Romolo Lombardini, assumendo la denominazione "Masenghini di R. Lombardini". Nonostante la sua morte precoce, la guida dell'azienda fu assunta dalla vedova Maria Carini prima, dai figli Scipione e Adriano poi.
La sede fu trasferita in via Quarenghi e poi, nel secondo dopoguerra, nuovamente in via Moroni, al numero 198; oggi, al suo posto sorge un complesso residenziale chiamato appunto "Masenghini".
Nel 1985, i due fratelli scelsero di vendere la società a Guido Resta, abile giocatore di bridge, che rimase amministratore unico fino al luglio 2003. 
Il 15 dicembre 2003 la società fu sciolta definitivamente e il marchio passò all'azienda trevigiana Teodomiro Dal Negro, con sede a Carbonera.

## Curiosità
- La maschera carnevalesca della Margì, tipicamente bergamasca, è raffigurata al centro del quattro di spade nel mazzo della "Masenghini".[6]